# Барсуков, Эдуард Григорьевич
Эдуард Григорьевич Барсуков (11 февраля 1934 года, Ростов-на-Дону — 19 мая 2019 года) — русский поэт, журналист и педагог, член Союза российских писателей с 1995 года.

## Биография
Эдуард Григорьевич родился в Ростове-на-Дону в семье служащих. С 1952 по 1956 год учился на историко-филологическом факультете ростовского пединститута. После окончания вуза был сельским учителем, по распределению преподавал русский язык и литературу в школах Узбекистана.
По возвращении в Ростов перешёл на журналистскую работу: был литературным сотрудником фабричной многотиражки, затем в областной молодёжной газеты «Комсомолец», позднее, в газете УВД области.
С 1970 по 1994 год — сотрудник аппарата УВД, затем пенсионер МВД России.

## Творчество
Первое стихотворение Барсукова «Дом на Буденновском» было опубликовано в газете «Большевистская смена» в 1949 году. С тех пор его стихи печатались в Ростовских городских и областных газетах, в альманахе и журнале «Дон», в воронежском журнале «Подъём», в сборниках Ростиздата и «Молодой гвардии», в «Литературной газете», в болгарской газете «Вит», венгерском журнале «Альфёльд» и других изданиях.
Первая книга стихов Барсукова «Багряные леса» вышла в Ростиздате в 1968 году, в 1993 году издательство «Гефест» выпустило в свет поэтический сборник «Вечное небо», в издательствах «Орбита» и "Новая книга " в 1999 и 2003 годах вышли книги стихов «Театр судьбы» и «Гроза на двоих».
Стихи Барсукова лиричны, главная тема его творчества — природа и искусство, человек в современном мире. Поэзия его публицистична пронизана гражданским пафосом.
Произведения Барсукова неоднократно публиковались с 1956 года в журналах: «Подъём» (Воронеж); «Господин Ростов»; «Донская волна»; «Ajfold»: «Ковчег»; «Донской современник»; «Нива» (Казахстан).
Стихи Барсукова увидели свет в Москве и Ростове в коллективных сборниках: «Молодые голоса», «Молодые, разные», «Поэзия рабочих рук», «День донской поэзии», «В шинели, сшитой из огня…», «Донщина, дочь моей России…», «Шолохов: уроки мужества и доброты» (составитель), «Уголовный розыск. Криминальный мир Ростова», «Солдат войны — солдат правопорядка» и других.
Барсуков — лауреат конкурса им. В. А. Закруткина, член президиума Совета ветеранов органов внутренних дел и внутренних войск Дона.

## Награды
Медаль «Ветеран труда»
Медаль «За выслугу лет в МВД»

## Основные издания
- Багряные леса. Стихи. — Ростов-н/Д: Ростиздат, 1968.

- Вечное небо. Стихи. — Ростов-н/Д: изд-во «Гефест», 1993.

- Театр судьбы. Стихи. — Ростов-н/Д: ООО «Орбита», 1999.

- Гроза на двоих. Стихи. — Ростов-н/Д: изд-во «Новая книга», 2003.

- И древо жизни шелестит листвой. Стихи. — Ростов-н/Д: изд-во журнала «Ковчег», 2008.

- Щенок повышенной опасности. Стихи. — Таганрог: изд-во «Нюанс», 2010.
- Голоса, которые не отзвучали. Воспоминания, размышления, эссе. — Таганрог: изд-во «Нюанс», 2010.
- Весна в заснеженном окне. Стихи. — Ростов-н/Д: изд-во «Альтаир», 2012.
- Сливалось с музыкою слово. Стихи. — Ростов-н/Д: изд-во «Альтаир», 2012.
- Звезда надежды. Стихи. — Ростов-н/Д: изд-во «Альтаир», 2012.